# 石崎光
石崎 光（いしざき ひかる、1974年8月30日 - ）は、日本の音楽プロデューサー、編曲家、ギタリスト、ベーシスト、キーボーディスト。

## 経歴
1994年からギタリストをしてのキャリアをスタート。様々なアーティストのサポート、レコーディングに参加する。2000年から2003年まで、aikoのサポートメンバーとしてツアー、テレビ番組、MV、DVD、数曲のレコーディングに参加する。2001年にキーボーディスト渡辺シュンスケとともにcafelon結成。以後4枚のミニアルバムを発売。2003年より音楽プロデュース、編曲家としての活動を本格的に開始。石嶺聡子、谷口崇、坂本サトル、Rie fu、フジテレビ系列ドラマ『ビギナー』の音楽を手掛けた。

## ディスコグラフィー
cafelon
- 2002年4月24日 - 『early time's demo』
- 2003年5月21日 - 『スカイラヴリー』
- 2003年12月3日 - 『トレモロホリデー』
- 2005年9月17日 - 『No more Humor!』

## 主な使用楽器
- Rickenbacker
- Hofner
- MELLOTRON
- ORANGE
- Chamberlin

## プロデュース・編曲担当
- 杏
- aquarifa
- androp
- 杏沙子
- 浅田信一
- 浅岡雄也
- 家入レオ
- 伊藤かな恵
- 石嶺聡子
- 伊藤サチコ
- ELEKIBASS
- 開歌-かいか-
- 片平里菜
- 門脇更紗
- カノエラナ
- KALMA
- Kiroro
- クノシンジ
- 熊木杏里
- 琴音
- 小日向しえ
- こまつ
- コレサワ
- さかいゆう
- 坂本サトル
- 早希
- jam9
- 私立恵比寿中学
- SILVA
- sugar me
- 瀬木貴将
- somei
- 高杉さと美
- 高橋優
- 谷口崇
- タニザワトモフミ
- チュール
- 東京カランコロン
- 堂島孝平
- 新津由衣
- NIKIIE
- Negicco
- HOW MERRY MARRY
- 広瀬香美
- Buono!
- 堀内まり菜
- 松本英子
- 幹
- MIKKO
- 吉澤嘉代子 - 石崎光子名義（デビューアルバムのクレジットを女性名で統一したため）[1]
- 吉田山田
- Rie fu
- RISA COOPER(岡田梨沙)
- RYTHEM
- NHK みいつけた - 「カゲのオバケ（歌 : コッシー＆カノエラナ）」「ぱっぷんぷぅ（歌 : スイちゃん）」

## ツアーサポート・レコーディング参加
- aiko
- 浅田信一
- ASKA
- 新垣結衣
- 安藤裕子
- 加藤いづみ
- くるり
- 熊木杏里
- 小泉今日子
- 三代目魚武濱田成夫
- スキマスイッチ
- SMAP
- SHUUBI
- 高橋優
- 秦基博
- 一青窈
- hiro
- 藤田恵美
- 福原美穂
- 真心ブラザーズ
- 遊佐未森
- 吉澤嘉代子
- YO-KING
- リリー・フランキー
- Rhian benson
- フジテレビ系列ドラマ「ビギナー」「プライド」「ロング・ラブレター」「カバチタレ!」

## 過去のテレビ出演
- 秋山の楽しすぎる約30分（名古屋テレビ、2025年6月28日）- 春日井のおじさん 役[2][3]